# All-Star Game LNB 1989
Le All-Star Game LNB 1989 est la 3e édition du All-Star Game LNB. Il s’est déroulé le 12 mai 1989 à la salle de la Meilleraie de Cholet. La sélection Ouest a battu la sélection Est (148-141). Graylin Warner (29 points, 10 rebonds) est élu MVP du match.

## Joueurs

### Sélection de l'Ouest
| N° | Joueur             | Équipe  |
| -- | ------------------ | ------- |
| 4  | Gregor Beugnot     | Limoges |
| 5  | Valéry Demory      | Cholet  |
| 6  | Bruno Lejeune      | Nantes  |
| 7  | Richard Dacoury    | Limoges |
| 8  | Freddy Hufnagel    | Orthez  |
| 9  | Stéphane Ostrowski | Limoges |
| 10 | Graylin Warner     | Cholet  |
| 11 | Don Collins        | Limoges |
| 12 | Michael Brooks     | Limoges |
| 13 | Stéphane Lauvergne | Nantes  |
| 14 | Georges Vestris    | Limoges |
| 15 | Jean-Luc Deganis   | Orthez  |

| Position | Joueur           | Équipe |
| -------- | ---------------- | ------ |
| Meneur   | Christophe Soulé | Nantes |
| NA       | Andrew Fields    | Nantes |
| Ailier   | Didier Gadou     | Orthez |

### Sélection de l'Est
| N° | Joueur          | Équipe      |
| -- | --------------- | ----------- |
| 4  | Pierre Bressant | Paris       |
| 5  | Robert Smith    | Monaco      |
| 6  | Billy Williams  | Monaco      |
| 7  | Jacques Monclar | Antibes     |
| 8  | Hervé Dubuisson | Paris       |
| 9  | Éric Occansey   | Paris       |
| 10 | Pat Burtey      | Mulhouse    |
| 11 | Rick Raivio     | Montpellier |
| 12 | Georgy Adams    | Antibes     |
| 13 | Franck Butter   | Mulhouse    |
| 14 | Philip Szanyiel | Mulhouse    |
| 15 | Ron Davis       | Mulhouse    |

| Position | Joueur        | Équipe       |
| -------- | ------------- | ------------ |
| Ailier   | Benkali Kaba  | Reims        |
| Pivot    | Apollo Faye   | Montpellier  |
| Pivot    | Willie Redden | Villeurbanne |

## Entraîneurs
Jean Galle (Cholet) dirige la sélection de l'Ouest. Francis Charneux (Reims) dirige la sélection de l'Est.